# Ardea purpurea

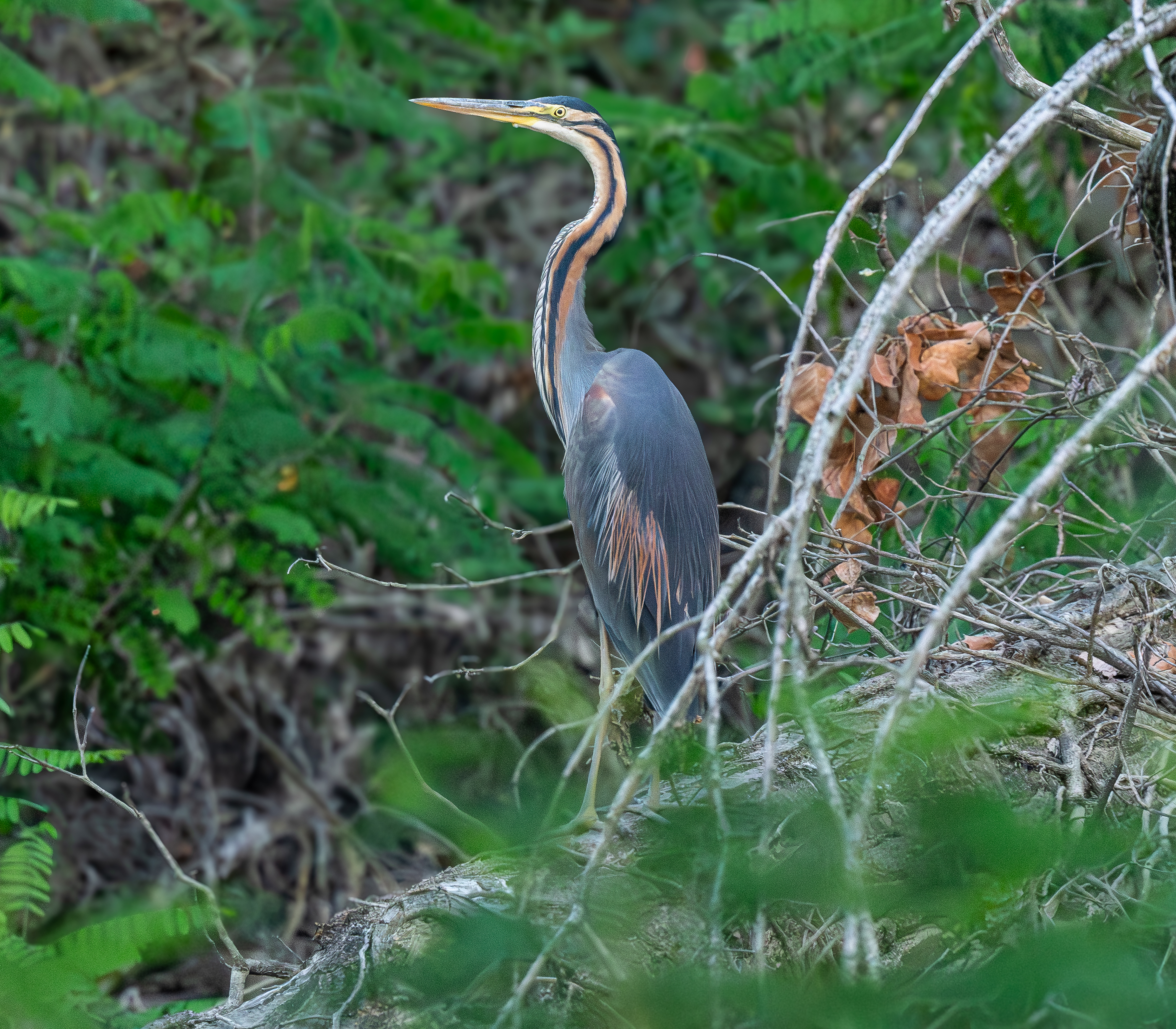
Airone rosso in resta su albero

L'airone rosso (Ardea purpurea Linnaeus, 1766) è un uccello della famiglia degli Ardeidi.

## Descrizione

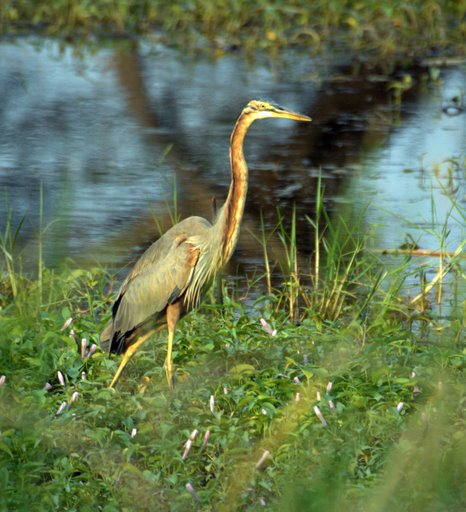
Airone rosso in cerca di cibo

È un airone piuttosto grande, con una apertura alare di 120–150 cm; ha una taglia di 78–90 cm e un peso compreso tra 500 e 1200 g. È leggermente più piccolo dell'airone cenerino. Ha un lungo collo marrone a forma di S con una striscia nera; la sommità del capo è nera. Sulle ali presenta delle macchie color bruno. Durante il periodo del corteggiamento acquista un piumaggio molto più attraente, specialmente sul collo.

## Biologia
Si nutre di pesci, anfibi e insetti (larve e adulti). Di solito è attivo al tramonto e all'alba. Si può nutrire anche di crostacei o molluschi e occasionalmente mangia piccoli mammiferi, serpenti e lucertole. Può vivere anche più di 20 anni.

### Riproduzione
Nidifica in piccoli gruppi, generalmente composti da due o tre coppie, a volte insieme anche ad altre specie (come l'airone cenerino, la sgarza ciuffetto, l'airone bianco maggiore o la nitticora) verso la fine di aprile e l'inizio di maggio.

I nidi sono costruiti solitamente nei canneti o tra altre piante tipiche delle zone umide, generalmente a 0,5 – 1 m dall'acqua, ma possono essere posti anche sugli alberi fino a 25 m da terra. Sono costruiti con canne o rametti di albero. Depone 4-5 uova azzurre - verdi macchiate di bianco. Dopo circa un mese si schiudono, e i piccoli impiegano 45 - 50 giorni prima di iniziare a volare. Entrambi i genitori si prendono cura dei piccoli almeno fino a quando non hanno imparato a volare.

## Distribuzione e habitat
Diffuso in Eurasia, Africa ed Indonesia; in Italia è diffuso soprattutto nella Pianura padana ed in Toscana, presente anche in Sardegna, Sicilia, Umbria, Lazio e Puglia. L'airone rosso è un regolare migratore ed è presente in Italia nel periodo estivo (più facile osservarlo tra marzo e maggio), dopodiché a fine estate migra fino al sud del Sahara. Frequenta laghi di acqua dolce, costeggiati da canneti o boschi di palude come salici ed ontani, non disdegna anche risaie, fiumi, lanche e fossi con ampia vegetazione, pur essendo più difficile e raro da scovare al contrario delle altre specie di aironi (Cenerino, bianco maggiore).

## Sottospecie
Sono note le seguenti sottospecie:
- Ardea purpurea purpurea Linnaeus, 1766 - ampiamente diffusa in Europa, Asia e Africa
- Ardea purpurea bournei Naurois, 1966 - endemica di Capo Verde
- Ardea purpurea madagascariensis van Oort, 1910 - endemica del Madagascar
- Ardea purpurea manilensis Meyen, 1834 - diffusa dal sud-est asiatico sino alle  Filippine e all'Indonesia

## Conservazione
È specie protetta ai sensi della legge 157/92. La minaccia principale è la distruzione dei canneti. Nonostante la ampia distribuzione geografica, in Italia non è molto comune e si presume che vi siano solo qualche migliaio di esemplari, pertanto resta una specie da proteggere e preservare.

## Galleria d'immagini

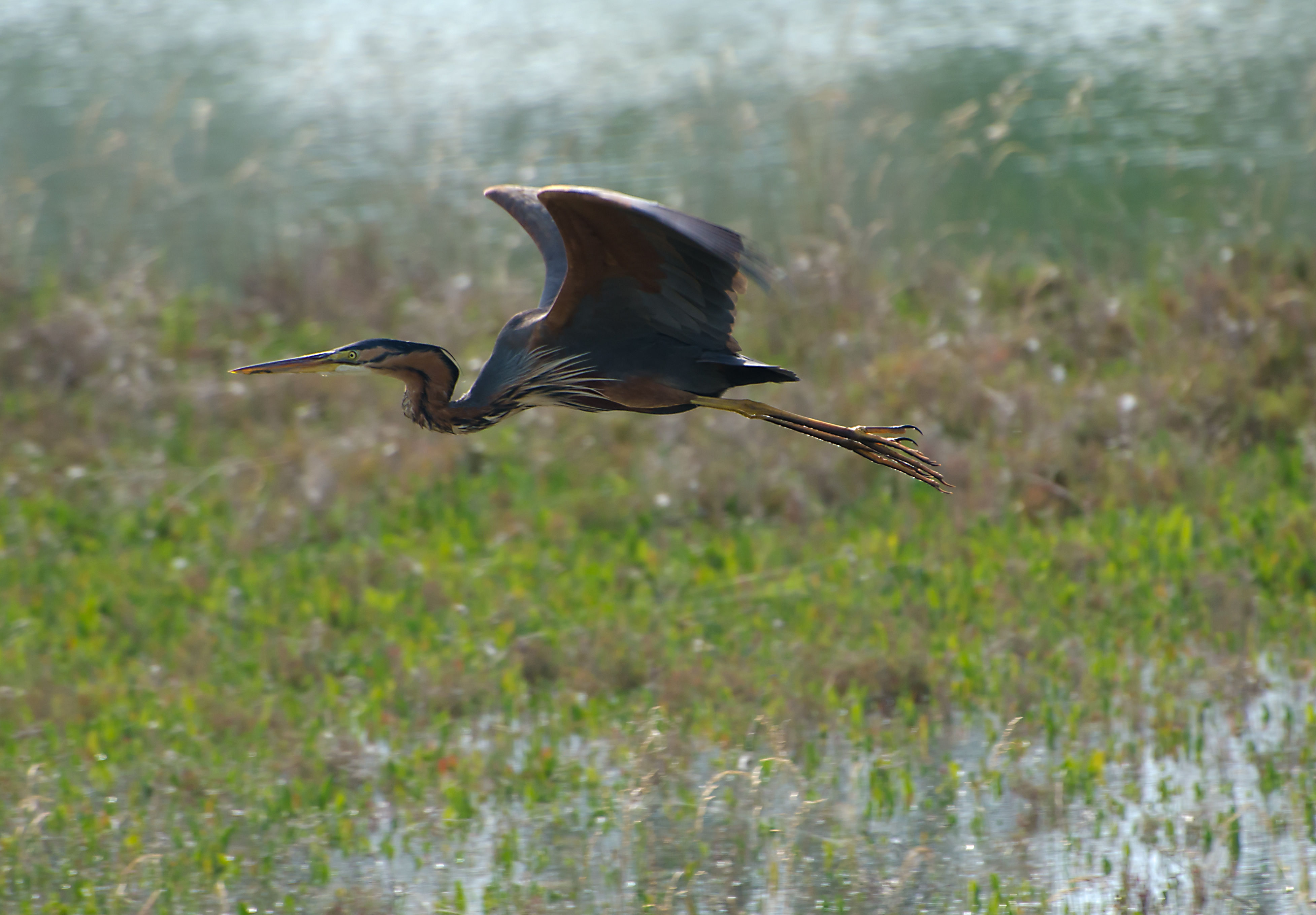
Ardea purpurea in volo, Laguna di Venezia
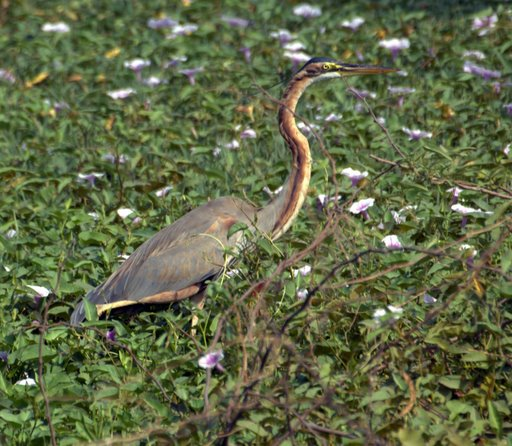
Ardea purpurea appostato in attesa di qualche preda
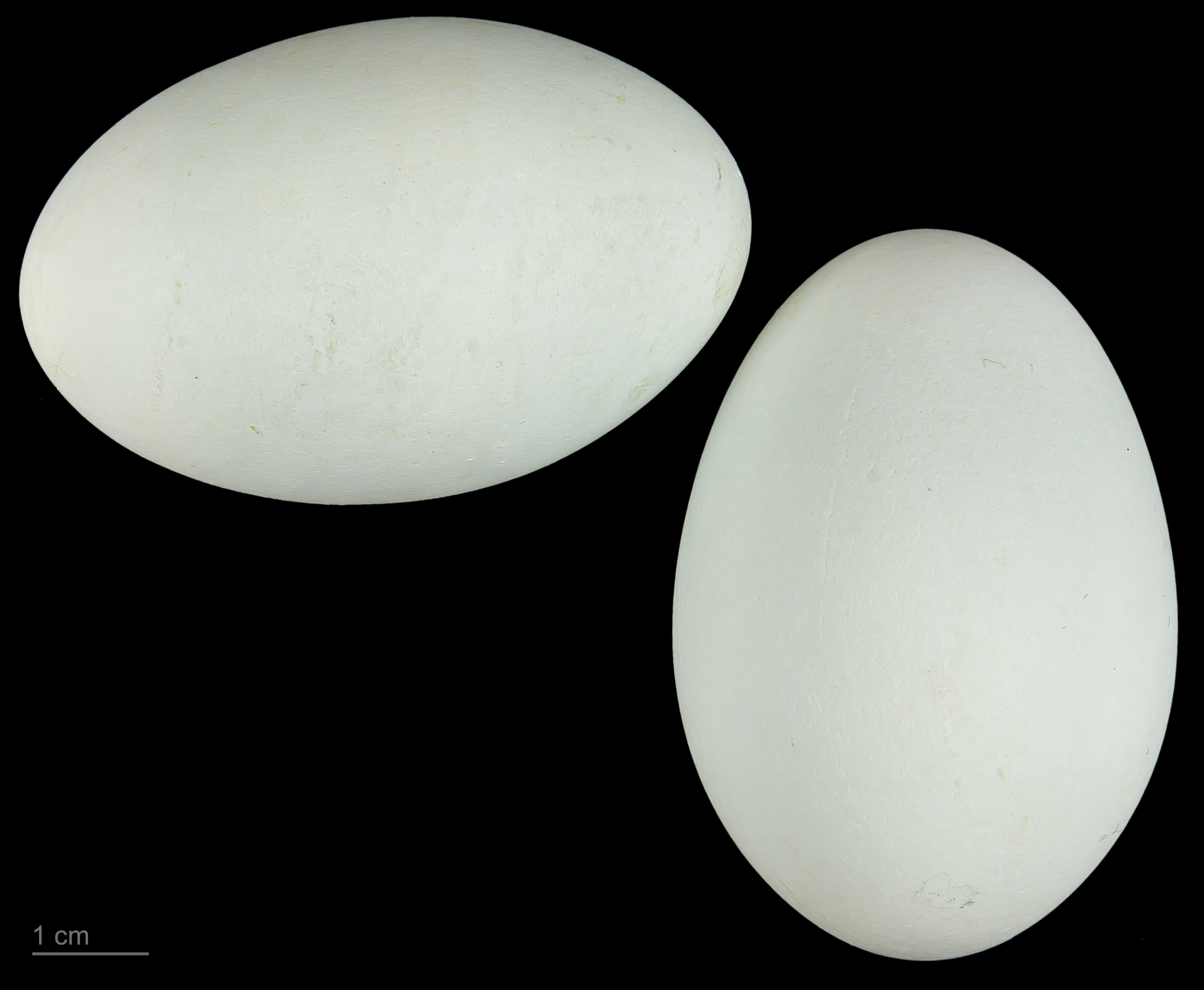
Campione museale di uova di Ardea purpurea
- Scansione 3d dello scheletro